# Alimí Goitía
Alimí Antonio Goitía Fernández (* 28. Juni 1970 in Puerto Cabello, Venezuela) ist ein venezolanischer Boxer im Superfliegengewicht.

## Profikarriere
Im Jahre 1993 begann er erfolgreich seine Profikarriere. Am 22. Juli 1995, bereits in seinem 12. Kampf, boxte er gegen Hyung-Chul Lee um den Weltmeistertitel des Verbandes WBA und siegte durch klassischen K. o. in Runde 4. Diesen Titel verteidigte er insgesamt dreimal und verlor ihn im August des darauffolgenden Jahres an Yokthai Sithoar durch Knockout.
Im Jahre 2006 beendete er seine Karriere.